# Mika Waltari
Mika Toimi Waltari (19. září 1908 Helsinky – 26. srpna 1979 Helsinky) byl finský spisovatel, novinář a dramatik. Jeho nejznámějším dílem je historický román Egypťan Sinuhet.
Mika Waltari byl jedním z nejplodnějších finských autorů. Napsal nejméně 29 románů, 15 novel, 6 sbírek pohádek, 6 sbírek poezie a 26 dramat. Podílel se také na tvorbě scénářů pro film a rádio, psal literaturu faktu, překládal a napsal stovky přehledů a článků. Ve světě je nejznámějším finským autorem a jeho díla byla přeložena do více než třiceti jazyků.
V roce 2000 vznikl ve Finsku klub Miky Waltariho, jehož předsedou se stal Panu Rajala, znalec jeho díla.

## Biografie

### Mládí
Mika Waltari se narodil v Helsinkách. Ztratil otce, luteránského faráře, když mu bylo pět let. Jako chlapec zde zažil finskou občanskou válku. Později šel na přání své matky studovat teologii na Helsinskou univerzitu, ale brzy teologii opustil a přesunul se k filozofii, estetice a literatuře. Promoval v roce 1929.
Během studií přispíval do několika časopisů, psal poezii a hororové příběhy inspirované Edgarem Allanem Poem.
Ve 20. letech se stal vůdčí osobností skupiny „Nositelé ohně“, která se postavila proti dřívějšímu finskému tradicionalismu, a propagovala orientaci na moderní evropské proudy.
Svou první knihu Jumalaa paossa vydal roku 1925. V roce 1927 odcestoval do Paříže, kde napsal svůj první román Velká iluze (Suuri illusioni). Roku 1929 se vydal do Istanbulu. O této cestě zanechal svědectví v knize Vlak osamělého muže (Yksinäisen miehen juna).
Roku 1931 se Waltari oženil s Marjattou Luukkonenovou. Později se jim narodila dcera Satu, která se také stala spisovatelkou. Během 30. let byl pod velkým stresem kvůli nespavosti a depresím, což si vyžádalo několik hospitalizací.
Předválečná díla odrážela složitou mezinárodní situaci Finska, a odehrávala se zejména v Helsinkách. V roce 1937 napsal své první velmi úspěšné dílo Cizinec přichází (Vieras mies tuli taloon), psychologickou novelu z vesnického prostředí. Kniha byla již několikrát zfilmována, a často se považuje za Waltariho vrcholné dílo předválečného období.
Waltariho první divadelní hra Achnaton, ze slunce zrozený (Akhnaton, auringosta syntynyt) byla uvedena roku 1938 ve Finském národním divadle. Potýkal se v ní s námětem ze starověkého Egypta. V roce 1939 napsal svou první detektivku Kdo zavraždil paní Skrofovou? (Kuka murhasi rouva Skrofin?), s níž vyhrál severskou soutěž detektivek. Představil v ní postavu komisaře Palmua, ke které se později ještě několikrát vrátil.

### Druhá světová válka
Během zimní a pokračovací války působil jako novinář, a pracoval i pro finskou rozvědku. Pod vlivem událostí napsal knihy Pravda o Estonsku, Lotyšsku, Litvě (Totuus Virosta, Latviasta ja Liettuasta) a Ve stínu sovětské špionáže (Neuvostovakoilun varjossa). Tyto knihy byly po uzavření míru se Sovětským svazem odstraněny z finských knihoven. Během války napsal i dva historické romány. Příběh o švédské královně Karina Månsdotter (Kaarina Maununtytär) umístil do časů Erika XIV. (1533–1577) a Tanec nad hroby (Tanssi yli hautojen) do počátků ruské nadvlády nad Finskem, za cara Alexandra I. (1777–1825).

### Waltari po válce
Po válce se věnoval zejména historickým románům. V roce 1945 Waltari vydal své nejznámější dílo Egypťan Sinuhet (Sinuhe, egyptiläinen). Příběh lékaře faraona Achnatona je zasazen do doby vlády 18. dynastie okolo roku 1300 př. n. l. Odráží ale deziluzi a rezignaci na poválečný stav Finska. Román byl roku 1954 zfilmován v Hollywoodu. Waltari Egypt nikdy nenavštívil.
Roku 1947 se podruhé vydal na cestu do Istanbulu. Z této cesty vznikl cestopis Cesta do Istanbulu (Lähdin Istanbuliin). Cestoval, aby se blíže seznámil s prostředím, kde se stýká evropská civilizace s blízkovýchodní. Znalostí využil vzápětí ve svých románech Krvavá lázeň (Mikael Karvajalka, 1948) a Šťastná hvězda (Mikael Hakim, 1949), ve kterých finský hrdina Mikael zažívá dobrodružství v 1. polovině 16. století nejprve v Německu a potom i islámském světě. Do Istanbulu samotného potom umístil další historický román Temný anděl (Nuori Johannes, 1951), který ale vyšel až roku 1980. Román se odehrává v 15. století těsně před rozpadem Byzantské říše. Na něj navazuje román Pád Cařihradu (Johannes Angelos), který napsal a vydal o rok později. Druhá část dvojdílného románu byla tedy vydána dříve než část první.
Další známější historický román napsal roku 1955 – byl jím Tajemný Etrusk (Turms kuolematon). Příběh se odehrává ve Středomoří v Etrurii na Apeninském poloostrově v dobách řecko-perských válek.
Ve svých pozdějších románech, např. Šťastný Felix (Feliks Onnellinen, 1958) a Jeho království (Valtakunnan salaisuus, 1959) se věnoval náboženským tématům. Kromě těchto románů ve stejné době psal detektivky, básně, pohádky a divadelní hry. Zejména jeho novely patří ke špičkovým. Některé z nich byly nejprve odmítány pro údajnou obscénnost; Waltari je musel vydávat vlastním nákladem. V roce 1970 obdržel čestný doktorát na univerzitě v Turku.

## Dílo
- Jumalaa paossa, 1925
- Velká iluze (finsky Suuri illusioni), 1928: Generační román z bohémského prostředí (česky 2016)
- Čínská kočka a jiné pohádky (finsky Kiinalainen kissa ja muita satuja), 1932 (česky 2002)
- Město smutku a radosti (finsky Surun ja ilon kaupunki), 1936 (česky 2010)
- Achnaton, ze slunce zrozený (finsky Akhnaton, auringosta syntynyt), 1937
- Cizinec přichází (finsky Vieras mies tuli taloon), 1937: Psychologicky laděná novela o schopnosti vzepřít se osudu. Kniha překonávala mnohá dobová tabu (např. zde zazněla obhajoba mimomanželského vztahu, nepotrestaná vražda, silné erotické momenty...). Podle Panu Rajaly, předsedy klubu Miky Waltariho, je zde podobnost s díly D. H. Lawrence. Rovněž je první autorovou knihou, která se zabývá venkovskými motivy (do té doby byl Waltari považován za městského spisovatele).[1]
- Dohra (finsky Jälkinäytös), 1938: pokračování knihy Cizinec přichází
- Zázračný Josef (finsky Ihmeellinen Joosef), 1938
- Kdo zavraždil paní Skrofovou? / Kdo zavraždil paní Krollovou? (finsky Kuka murhasi rouva Skrofin?), 1939: Detektivka o vraždě staré majitelky činžáku
- Omyl komisaře Palmua (finsky Komisario Palmun erehdys), 1940
- Pravda o Estonsku, Lotyšsku, Litvě (finsky Totuus Virosta, Latviasta ja Liettuasta), 1941
- Ve stínu sovětské špionáže (finsky Neuvostovakoilun varjossa), 1942
- Už nikdy nebude zítra (finsky Ei koskaan huomispäivää), 1942
- Bosá královna (finsky Kaarina maununtytär), 1942
- Tanec nad hroby (finsky Tanssi yli hautojen), 1944: Historický román, odehrávající se roku 1809, o finském připojení k Rusku, při němž si Finové stále chtěli zachovat svá západní práva a svobody
- Egypťan Sinuhet (finsky Sinuhe, egyptiläinen), 1945
- Cesta do Istanbulu (finsky Lähdin Istanbuliin), 1947: Autobiografický příběh o cestě z Helsinek do Istanbulu v roce 1947
- Plavovláska (finsky Kultakutri), 1948: Zpověď mladé prostitutky
- Krvavá lázeň (finsky Mikael Karvajalka), 1948
- Šťastná hvězda (finsky Mikael Hakim), 1949
- Čtyři západy slunce (finsky Neljä päivänlaskua), 1949: Autobiografický román o vzniku románu Egypťan Sinuhet
- Temný anděl (finsky Nuori Johannes), 1951, vydáno 1980 (česky 2000): O poutníku Janovi z 15. století
- Pád Cařihradu (finsky Johannes Angelos), 1952 (česky 1975), česká audiokniha 2014
- Básně (finsky Runoja), 1925–1945, 1954
- Vlak osamělého muže (finsky Yksinäisen miehen juna), 1954
- Tajemný Etrusk (finsky Turms, kuolematon), 1955 (česky 1972), česká audiokniha 2015
- Šťastný Felix (finsky Feliks Onnellinen), 1958
- Jeho království (finsky Valtakunnan salaisuus), 1959 (česky 1974)
- Hvězdy to řeknou (finsky Tähdet kertovat, komisario Palmu), 1962
- Nepřátelé lidstva (finsky Ihmiskunnan viholliset), 1964
- Vzpomínky spisovatelovy (finsky Kirjailijan muistelmia), 1980

## Překlady do češtiny
- Bílý slon a jiné pohádky. Knižní klub, Praha 2004. Přel. Jan Petr Velkoborský.
- Bosá královna (Kaarina Maununtytär). Hejkal, Havlíčkův Brod 2008. Přel. Vladimír Piskoř.
- Čarodějka (Noita palaa elämään). Dilia, Praha, 1976. Přel. Marta Hellmuthová.
- Cesta do Istanbulu (Lähdin Istanbuliin). Hejkal, Havlíčkův Brod 2003. Přel. Markéta Hejkalová.
- Čínská kočka a jiné pohádky (Kiinalainen kissa ja muita satuja). Knižní klub, Praha 2002; 2. vyd. 2004. Přel. Jan Petr Velkoborský.
- Cizinec přichází (Vieras mies tuli taloon). Světový literární klub, Praha 1941. Přel. Vladimír Skalička.
- Cizinec přichází (Vieras mies tuli taloon). Knižní klub, Praha 2005; 2. vyd. 2012. Přel. Jan Petr Velkoborský.
- Čtyři západy slunce (Neljä päivänlaskua). Vyšehrad, Praha 1976. Přel. Marta Hellmuthová.
- Dohra (Jälkinäytös). Knižní klub, Praha 2006; 2. vyd. 2012. Přel. Jan Petr Velkoborský.
- Dveře do tmy (Ovi pimeään). Dilia, Praha, 1983. Přel. Marta Hellmuthová.
- Egypťan Sinuhet (Sinuhe egyptiläinen). Lidová demokracie, Praha 1965; 2. vyd. Vyšehrad, Praha 1969; 5. vyd. Vyšehrad, Praha 1985; 6. vyd. Odeon, Praha 1989; 7.-17. vyd. Šimon a Šimon, Praha 1992–2013; 12. vyd. Český klub, Praha 2007. Přel. Marta Hellmuthová.
- Fine van Brooklyn (Fine van Brooklyn). In Pařížská kravata. Praha, Vyšehrad 1981. Přel. Marta Hellmuthová.
- Hvězdy to řeknou (Tähdet kertovat, komisario Palmu!). Melantrich, Praha 1975; 2. vyd. In 3x komisař Palmu. Odeon, Praha 1989; 3. vyd. Knižní klub, Praha 2003. Přel. Jan Petr Velkoborský.
- Jeho království (Valtakunnan salaisuus). Vyšehrad, Praha 1974; 2. vyd. 1991; 4. vyd. Český klub, Praha 2005. Přel. Marta Hellmuthová.
- Kdo zavraždil paní Krollovou? (Kuka murhasi rouva Skrofin?). Jan Papík, Praha 1946. Přel. Milada Krausová-Lesná.
- Kdo zavraždil paní Skrofovou? (Kuka murhasi rouva Skrofin?). In 3x komisař Palmu. Odeon, Praha 1989; 2. vyd. Knižní klub, Praha 2003. Přel. Jan Petr Velkoborský.
- Krvavá lázeň (Mikael Karvajalka). Hejkal, Havlíčkův Brod 2002. Přel. Markéta Hejkalová.
- Láska a tma (Koiranheisipuu). Hejkal, Havlíčkův Brod 2013. Přel. Markéta Hejkalová.
- Město smutku a radosti (Surun ja ilon kaupunki). Hejkal, Havlíčkův Brod 2010. Přel. Markéta Hejkalová.
- Nepřátelé lidstva (Ihmiskunnan viholliset). Český klub, Praha 1999; 2. vyd. Český klub, Praha 2004. Přel. Marek E. Světlík.
- Omyl komisaře Palmua (Komisario Palmun erehdys). In 3x komisař Palmu. Odeon, Praha 1989; 2. vyd. Knižní klub, Praha 2003. Přel. Jan Petr Velkoborský.
- Omyl. Ohníček 20, 1970, 19, s. 14. Přel. Eva Černá.
- Osamělost – Nebeská a pozemská láska – Potřebuji náležet k církvi – Tak plyne čas od léta k létu – Vojákova smrt. Světová literatura 1994, 4, s. 71–90. Přel. Viola Čapková.
- Pád Cařihradu (Johannes Angelos). Praha, Práce 1975; 2. vyd. Praha, Knižní klub 1995; 3. vyd. Praha, Šimon a Šimon 1997. Přel. Marek E. Světlík
- Pařížská kravata (Pariisilaissolmio). In Pařížská kravata. Praha, Vyšehrad 1981. Přel. Marta Hellmuthová.
- Plavovláska (Kultakutri). In Plavovláska. Hejkal, Havlíčkův Brod 1995; 2. vyd. 2003. Přel. Markéta Hejkalová.
- Pravda o Estonsku, Lotyšsku a Litvě (Totuus Virosta, Latviasta ja Liettuasta). Plav 2006, 2, s. 6–9. Přel. Markéta Hejkalová.
- Skříňka se zámkem – Anderssonovi – Omyl. Světová literatura 8, 1963, 5, s. 137–151. Přel. Jan Petr Velkoborský.
- Šťastná hvězda (Mikael Hakim). Hejkal, Havlíčkův Brod 2002. Přel. Markéta Hejkalová.
- Tajemný Etrusk (Turms kuolematon). Práce, Praha 1972; 2. vyd. Nakladatelství Josefa Šimona, Praha 1995. Přel. Marta Hellmuthová.
- Tanec na hrobech (Tanssi yli hautojen). Hejkal, Havlíčkův Brod 2007. Přel. Markéta Hejkalová.
- Temný anděl (Nuori Johannes). Hejkal, Havlíčkův Brod 2000. Přel. Markéta Hejkalová.
- Už nikdy nebude zítra (Ei koskaan huomispäivää). In Plavovláska. Hejkal, Havlíčkův Brod 1995; 2. vyd. 2003. Přel. Viola Parente-Čapková.
- Umělec s očima historika (rozhovor). Lidová demokracie 12.7.1975, s. 5. Zaps. L. Kyptová.
- Vlastní pramen (Elämän rikkaus). Dilia, Praha, 1976. Přel. Marta Hellmuthová.
- Záhada Rygsecků (Komisario Palmun erehdys). Praha, Plzákovo nakladatelství 1946. Přel. Milada Krausová-Lesná.
- Zázračný Josef (Ihmeellinen Joosef). Knižní klub, Praha 2008. Přel. Jan Petr Velkoborský.
- Živá voda věčnosti (Ihmisen vapaus). In Pařížská kravata. Praha, Vyšehrad 1981. Přel. Marta Hellmuthová.

## Citáty
- Jen hlupák obrací svůj omyl ve ctnost a vychloubá se tím.
- Bohatým není ten, kdo má zlato a stříbro, ale ten, kdo se spokojí s málem.
- Ani blízkost těl nemůže sblížit vzdálená srdce.